# Arrondissement di Marche-en-Famenne
L'arrondissement di Marche-en-Famenne (in francese Arrondissement de Marche-en-Famenne, in olandese Arrondissement Marche-en-Famenne) è una suddivisione amministrativa belga, situata nella provincia del Lussemburgo e nella regione della Vallonia.

## Composizione
L'arrondissement di Marche-en-Famenne raggruppa 9 comuni:
- Durbuy
- Érezée
- Hotton
- La Roche-en-Ardenne
- Manhay
- Marche-en-Famenne
- Nassogne
- Rendeux
- Tenneville

## Società

### Evoluzione demografica
Abitanti censiti
- Fonte dati INS - fino al 1970: 31 dicembre; dal 1980: 1º gennaio